# Бранко Микашиновић
Бранко Микашиновић (1924 — 1999) био је југословенски и српски дипломата и политичар. Он је 90-их година био на функцији министра спољних послова Србије. Био је и амбасадор-стални представник СФРЈ при УНЕСКО у Паризу.